# Польковице (гмина)
Польковице (пол. Polkowice) — городско-сельская гмина (волость) в Польше, входит как административная единица в Польковицкий повет, Нижнесилезское воеводство. Население — 26 002 человека (на 2004 год).

## Демография
| Перепись                       | Всего   | Всего | Женщины | Женщины | Мужчины | Мужчины |
| ------------------------------ | ------- | ----- | ------- | ------- | ------- | ------- |
| Единицы                        | человек | %     | человек | %       | человек | %       |
| Население                      | 26 002  | 100   | 13 195  | 50,7    | 12 807  | 49,3    |
| Плотность населения (чел./км²) | 163,8   | 163,8 | 83,1    | 83,1    | 80,7    | 80,7    |

## Поселения
1. Польковице
2. Беджихова
3. Домброва
4. Гузице
5. Йенджихув
6. Казмежув
7. Коморники
8. Москожин
9. Нова-Весь-Любиньска
10. Польковице-Дольне
11. Пешковице
12. Собин
13. Суха-Гурна
14. Тарнувек
15. Тшебч
16. Желязны-Мост
17. Жукув

## Соседние гмины
1. Гмина Хочанув
2. Гмина Грембоцице
3. Гмина Ежманова
4. Гмина Любин
5. Гмина Радванице
6. Гмина Рудна